# ダナエ (ティツィアーノの絵画)

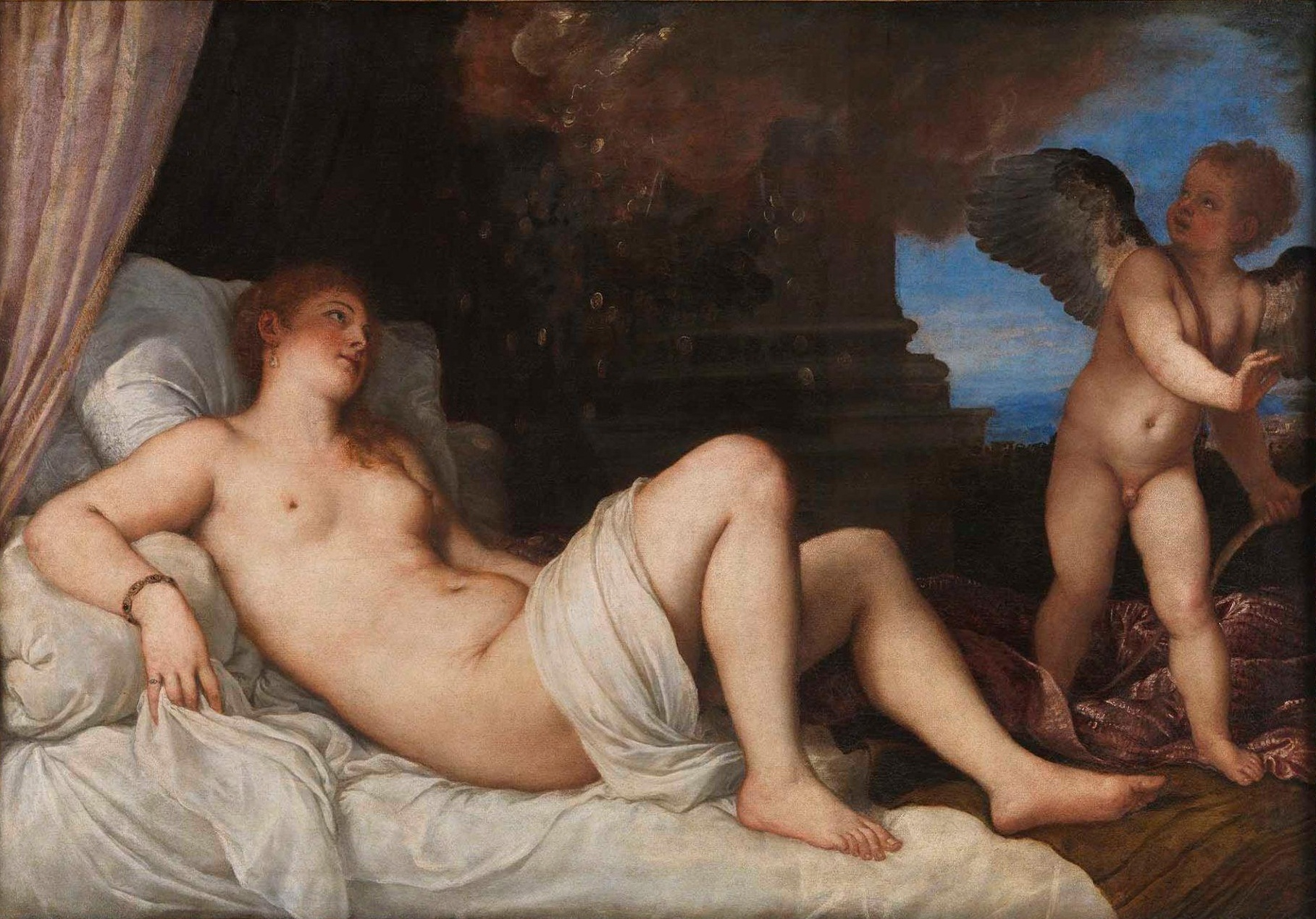
1544年。エロスとともに描かれている『ダナエ』。120 cm × 172 cm。国立カポディモンテ美術館。

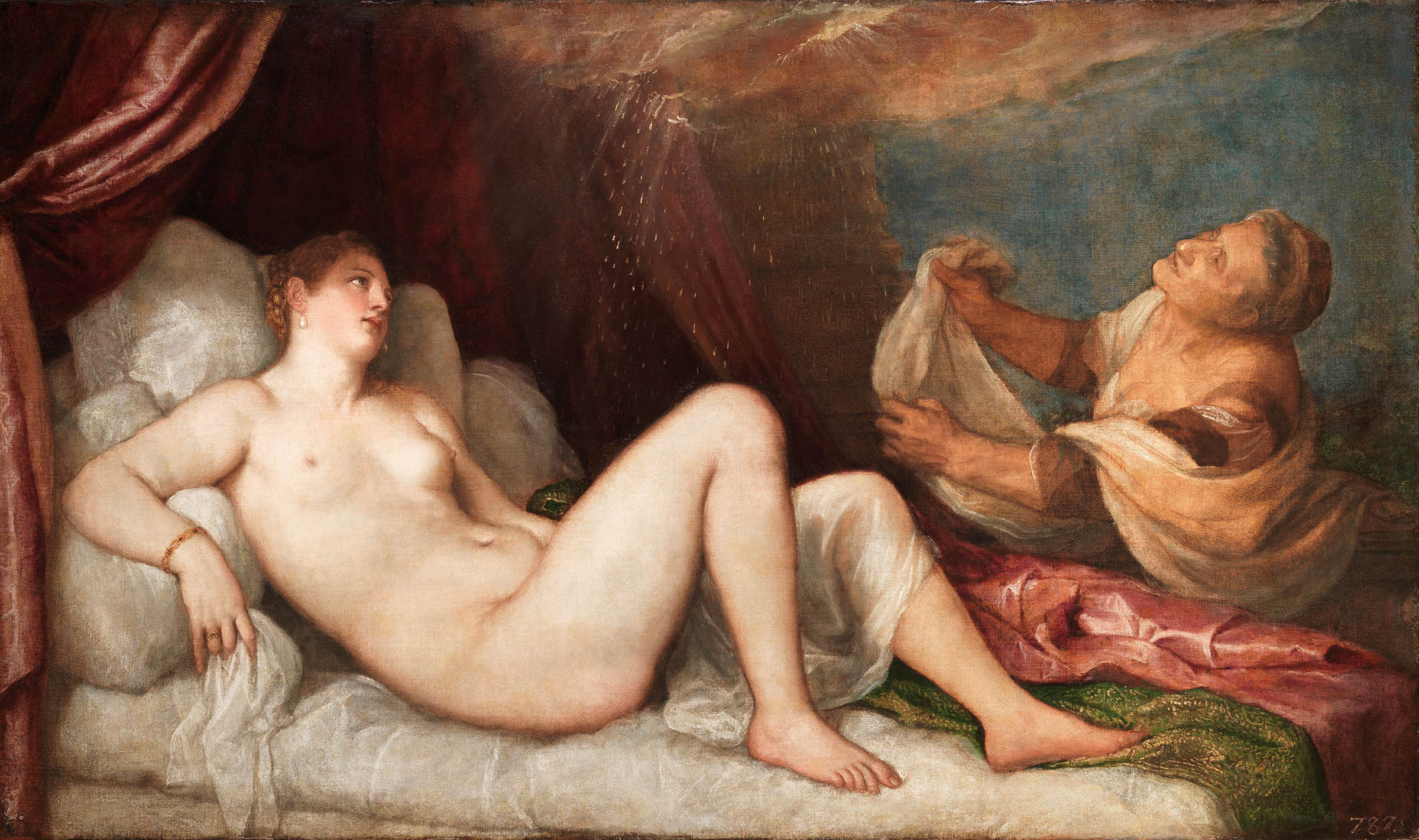
1553年頃。現在《ポエジア》の1点と考えられているバージョン。アプスリー・ハウス。

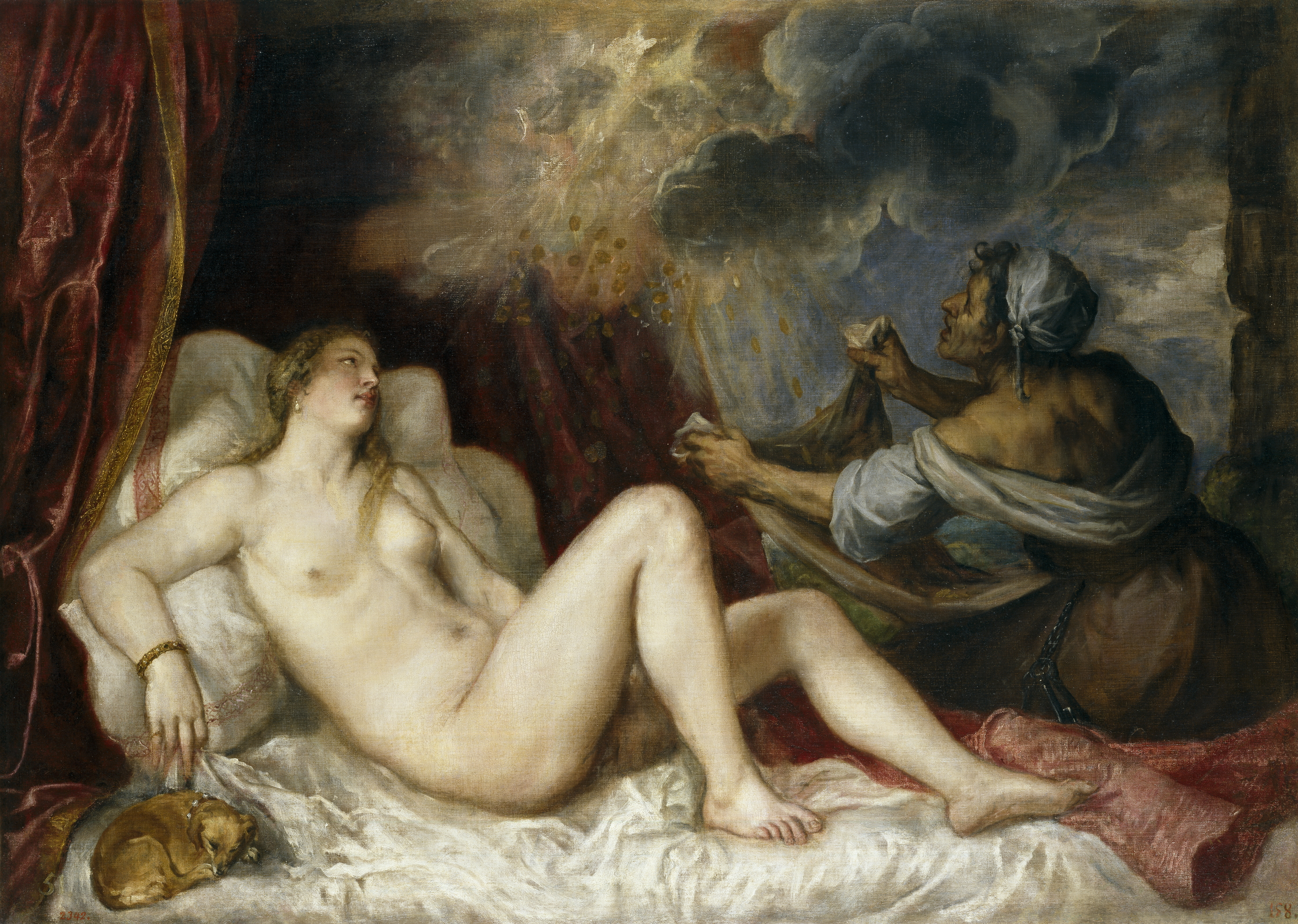
プラド美術館の『ダナエ』。1553年 - 1554年。国立カポディモンテ美術館所蔵の作品からエロスが侍女に変更され、上脚部を覆っていた布が無くなった。129 cm × 180 cm。

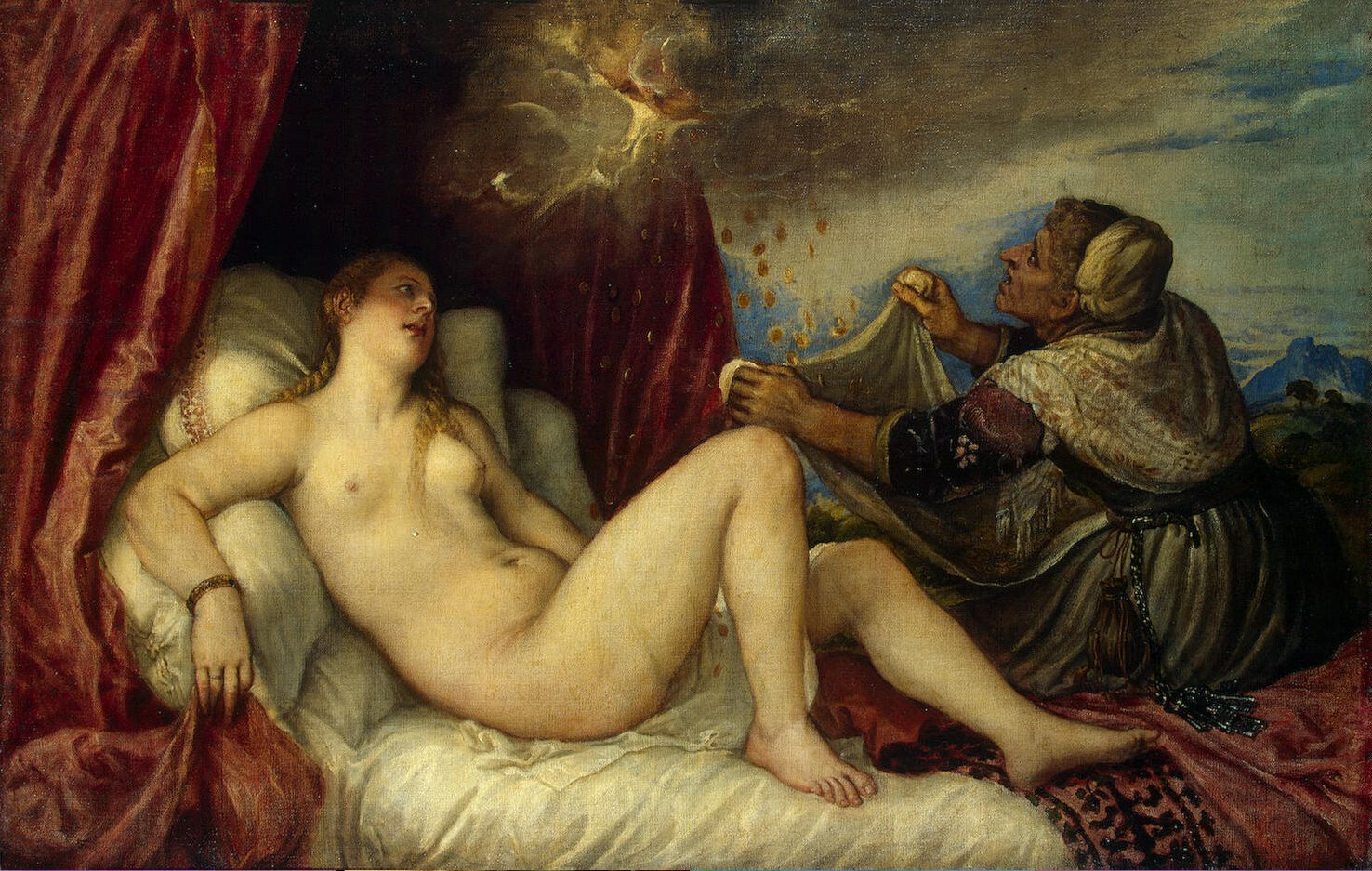
エルミタージュ美術館の『ダナエ』。1553年 - 1554年。プラド美術館の作品と人物像はほぼ同じだが、画面左の犬が描かれていない。

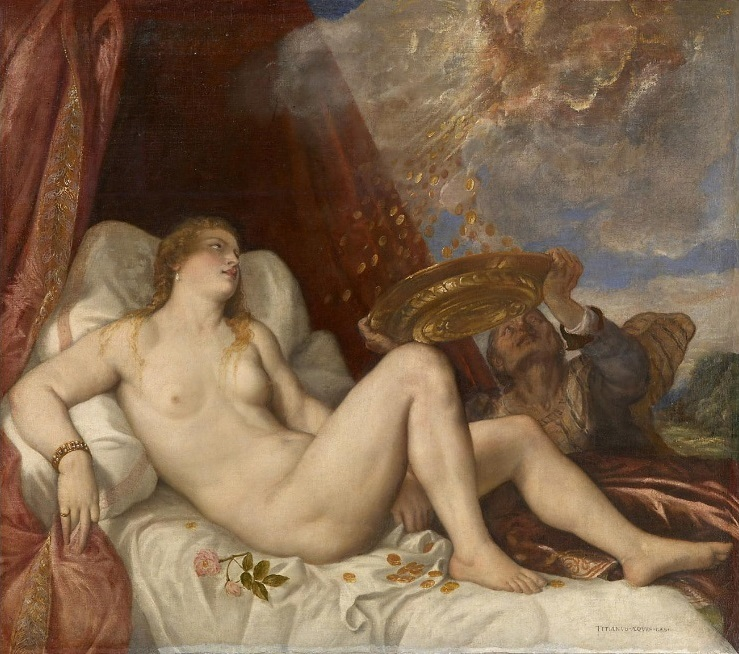
1564年。ティツィアーノ工房作といわれ、プラド美術館所蔵の作品に描かれた犬の代わりにピンクの花が描かれている。美術史美術館。

『ダナエ（伊: Danae）』はルネサンス期のヴェネツィア派の巨匠ティツィアーノ・ヴェチェッリオが描いた一連の絵画。ギリシア神話の登場人物ダナエをモチーフとして少なくとも5点の作品が描かれたとされ、現在知られているのはイタリア・ナポリの国立カポディモンテ美術館、イギリス・ロンドンのアプスリー・ハウス、スペイン・マドリードのプラド美術館、ロシア・サンクトペテルブルクのエルミタージュ美術館、オーストリア・ウィーンの美術史美術館にそれぞれ所蔵されている5点の絵画である。古代ローマの詩人オウィディウスの著作『愛の詩』によれば、ダナエは自身が産む息子がダナエの父を殺害するという神託を受けたため、地下室に幽閉された。この神託を知っていたにもかかわらず、ダナエは黄金の雨に身を変えたオリュンポスの主神ゼウスに誘惑され、男児を身籠もった。
『ダナエ』の最初のバージョンは1544年から1546年に描かれ、現在ナポリの国立カポディモンテ美術館が所蔵している。その後ティツィアーノは芸術家のパトロンとしても有名なスペイン王フェリペ2世の求めに応じて『ダナエ』を2点制作した。フェリペ2世の宮廷画家だったディエゴ・ベラスケスもイタリアを訪れていたときにティツィアーノの作品を目にしている。構成はどのバージョンもほとんど同じだが、子犬が描かれていたり、ダナエ以外の描かれている人物が異なるなどの差異は存在する。どのバージョンでもダナエは官能的な美女で、脚が開かれ、さらに左脚が軽く曲げられたポーズが強調されて描かれている。
ティツィアーノの『ダナエ』はレンブラント、ヴァン・ダイク、さらにはクリムトに大きな影響を与えた作品であり、彼らは後に独自の『ダナエ』を描いている。ジョルジョ・ヴァザーリによれば、ミケランジェロが現在プラド美術館所蔵の『ダナエ』を目にしており、この作品でのティツィアーノの色彩感覚を賞賛したが、後にティツィアーノのデッサン力について批判的な言動をとったとされている。

## ギリシア神話のダナエ
プラド美術館所蔵の『ダナエ』はスペイン王フェリペ2世の依頼でティツィアーノが描いた、《ポエジア》という総称で知られるギリシア神話を題材とした作品群の一部と考えられていた。この作品は現在、ロンドンのアプスリー・ハウスのバージョンと考えられている。当時オウィディウスの詩によって知られていたダナエに関するギリシア神話のエピソードは次のようなものである。アルゴス王アクリシオスが男児を授かるかどうかの神託を受けたところ、王自身は男児に恵まれないが娘のダナエが息子を産み、そしてその息子にアクリシオスは殺されるという予言が下った。この神託を恐れたアクリシオスは男性が近づかないようにダナエを地下室に幽閉する。ダナエは自身の息子が父王を殺害するという神託を知っていたが、黄金の雨に化身したゼウスに誘惑され、男児を妊娠してしまった。
ダナエが男児ペルセウスを出産したことを知ったアクリシオスは、自身の孫ペルセウスがゼウス神の子供であることを無視して、母子を箱に閉じ込めて海へと流してしまう。母子が閉じ込められた箱はセリーポス島に漂着し、ペルセウスはその島のディクテュスによって育てられた。その後成長したペルセウスは、事故とはいえ神託通りにアクリシオスを殺害することになる。アクリシオスの死因については文献によって様々な説がある。古代ローマ時代の著作家アポロドーロスの作品とも言われる『ビブリオテーケー』によれば、神託の内容をペルセウスが知ったことが分かると、ペルセウスを恐れたアクリシオスはテッサリアへと亡命した。テッサリアではラリサ王テウタミデスが亡くなった父のための追悼競技大会を開催しており、その競技大会の円盤投げ競技に出場したペルセウスが投擲した円盤の軌道が逸れて観客席のアクリシオスに命中し、即死したとされている。
中世からルネサンス期を通じてダナエは上流階級の堕落の象徴であり、女性美や道徳を汚す存在と見なされていた。また、古代ギリシアのある警句家はダナエとゼウスのエピソードについて次のように書き残している。

## 『ダナエ』
中世からルネサンス期にかけて表現された他のダナエと同様、ティツィアーノもダナエを高級娼婦のような豊満な女性として表現しているが、顔はヴェネツィアの淑女のような美しい表情で描かれている。1544年から1546年に描かれた国立カポディモンテ美術館所蔵の『ダナエ』と1553年から1554年に描かれたプラド美術館所蔵の『ダナエ』を比較すると、後年に描かれたプラド美術館のバージョンの方に、よりダナエが堕落している様子が様々な描写で表現されている。それは轟く雷雲、ダナエの完全な裸体、左に描かれた放蕩を象徴する丸まった犬、金貨として描かれた黄金の雨に顔だけ振り向いているエロスの代わりに黄金の雨に向かって身体ごと乗り出す老女が描かれているなどである。

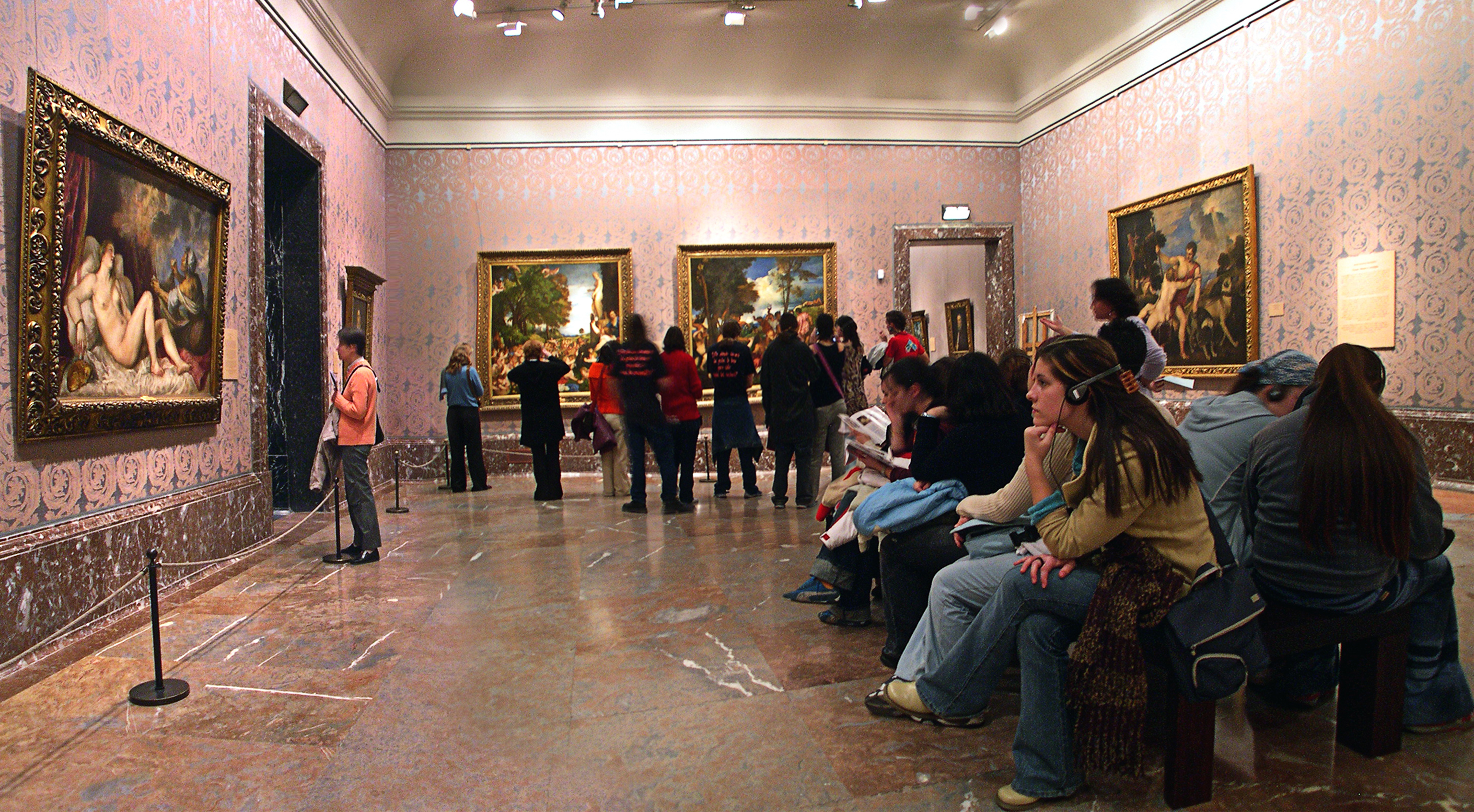
プラド美術館に展示されているティツィアーノの絵画、左から『ダナエ』、『ヴィーナスの軍船』、『バッカス祭（アンドロス島の人々）』、『ヴィーナスとアドニス』

どの作品でもダナエは全裸かそれに近い格好で、膝を立ててカウチに横たわった姿で描かれている。エロスか年老いた侍女が画面右側に配置され、侍女は空から降り注ぐゼウスが化身した金貨を集めようとして布を広げている。画面左側にはインテリアが描かれており、プラド美術館所蔵の『ダナエ』では暖色系で官能的な茶色とピンク色で縁取りされた紫色のベルベットとなっている。一方画面右側は対照的な寒色系の灰色と青色で彩色されている。
国立カポディモンテ美術館所蔵のバージョンでは、画面中央に配された黒雲から降り注ぐ、ダナエが凝視するゼウスの化身である金貨とともに激しい雨が描かれている。プラド美術館所蔵のバージョンでは、国立カポディモンテ美術館のバージョンに描かれていたエロスに代わって、美しいダナエとは対照的な年老いた侍女が描かれている。緑灰色の老女の肌は、青白いダナエの肌とは正反対の配色がなされている。ダナエの口元は享楽的に半ば開き、金貨の雨は国立カポディモンテ美術館の『ダナエ』に比べて量が多く激しい表現がされており、ベッドシーツや枕の皺の表現などがより奔放な筆使いで描かれている。
一連の『ダナエ』は人目を奪う肉感的な官能表現が赤裸々に描かれているが、ティツィアーノは高級娼婦や肉欲といったモチーフを古代ギリシア神話の世界に仮託して表現している。ティツィアーノと同時代のイタリア人文筆家、詩人で、ティツィアーノがその肖像画を描いているピエトロ・アレティーノは対話集で「ダナエの首すじや胸は素晴らしい。あの双胸は処女を堕落させ、殉教者たちですら慎み深い僧服を脱ぎ捨てることだろう」としている。

## ミケランジェロの評価
ミケランジェロとヴァザーリが当時ティツィアーノがバチカン宮殿のベルヴェデーレ庭園に構えていた工房を訪れたときに、現在プラド美術館に所蔵されているバージョンの『ダナエ』の制作過程を目にした。その場ではミケランジェロはティツィアーノの色使いに賞賛の言葉を送ったが、後に非公式であるもののティツィアーノのデッサン力と構成力に対して疑問を呈している。18世紀後半から19世紀初頭にかけて活躍したイギリス人画家ジェイムス・ノースコートが、ヴァザーリが記録していたミケランジェロの言葉を載録している。
ヴァザーリが残したこれらのミケランジェロの言葉をそのまま受け取ることはできない。ヴァザーリの考えでは、絵画においてデッサン力こそがもっとも必要な要素であり、色使いはその次に評価されるべきものだった。自身のこの信念を広く知らしめるためにヴァザーリがミケランジェロの言葉を捏造した可能性も捨てきれないのである。

## 他の画家たちが描いた『ダナエ』

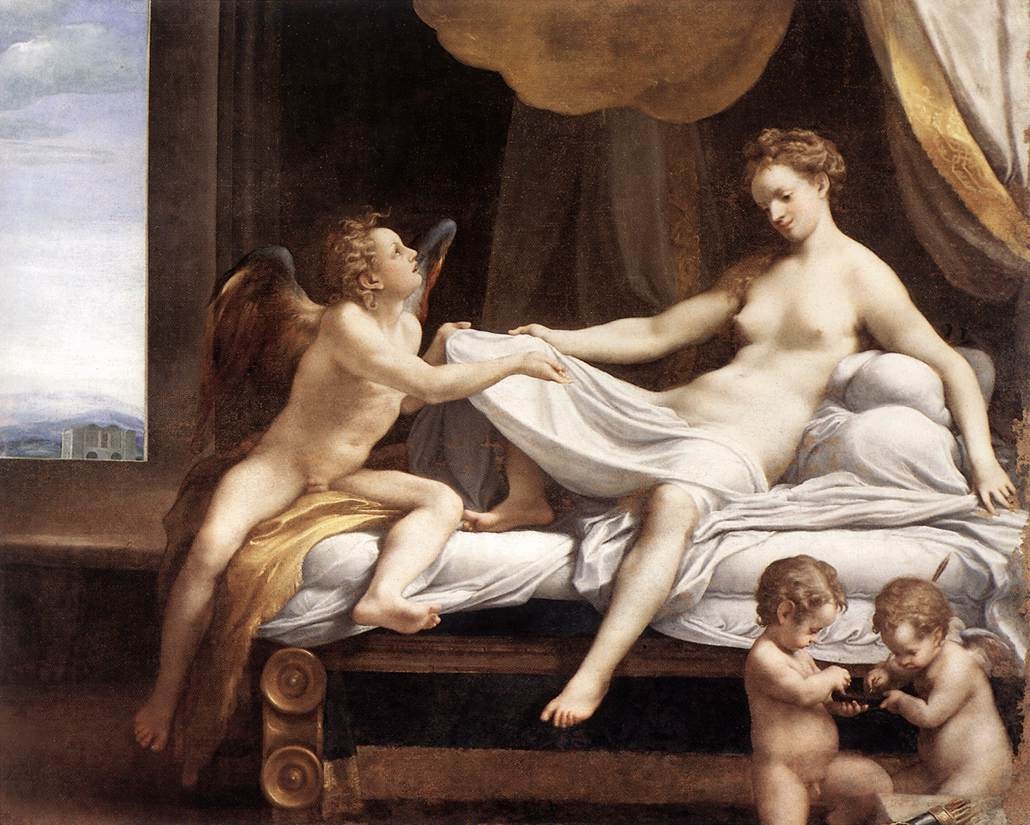
コレッジョが描いた『ダナエ』, 1531年 - 1532年
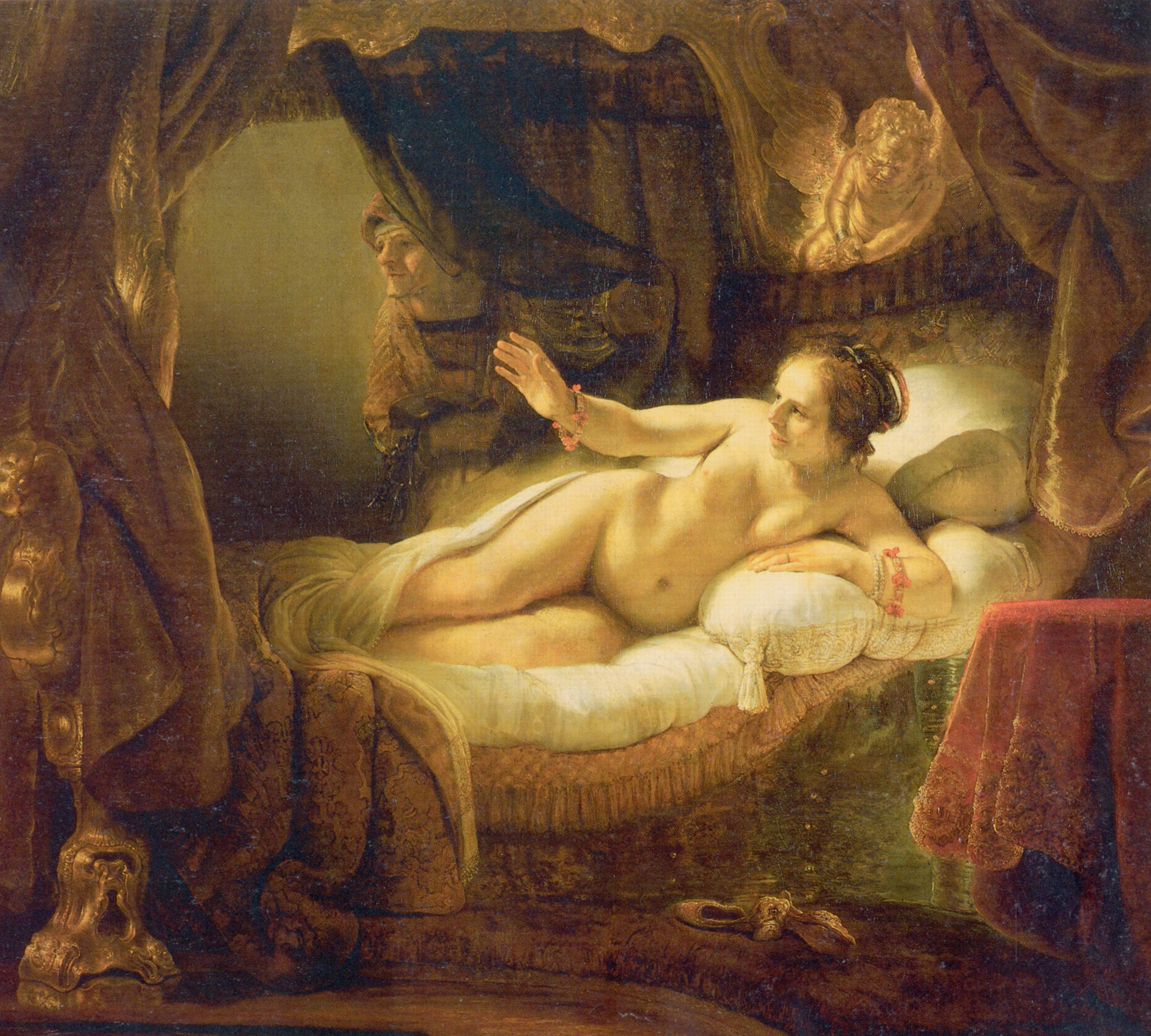
レンブラント・ファン・レインが描いた『ダナエ』, 1636年頃
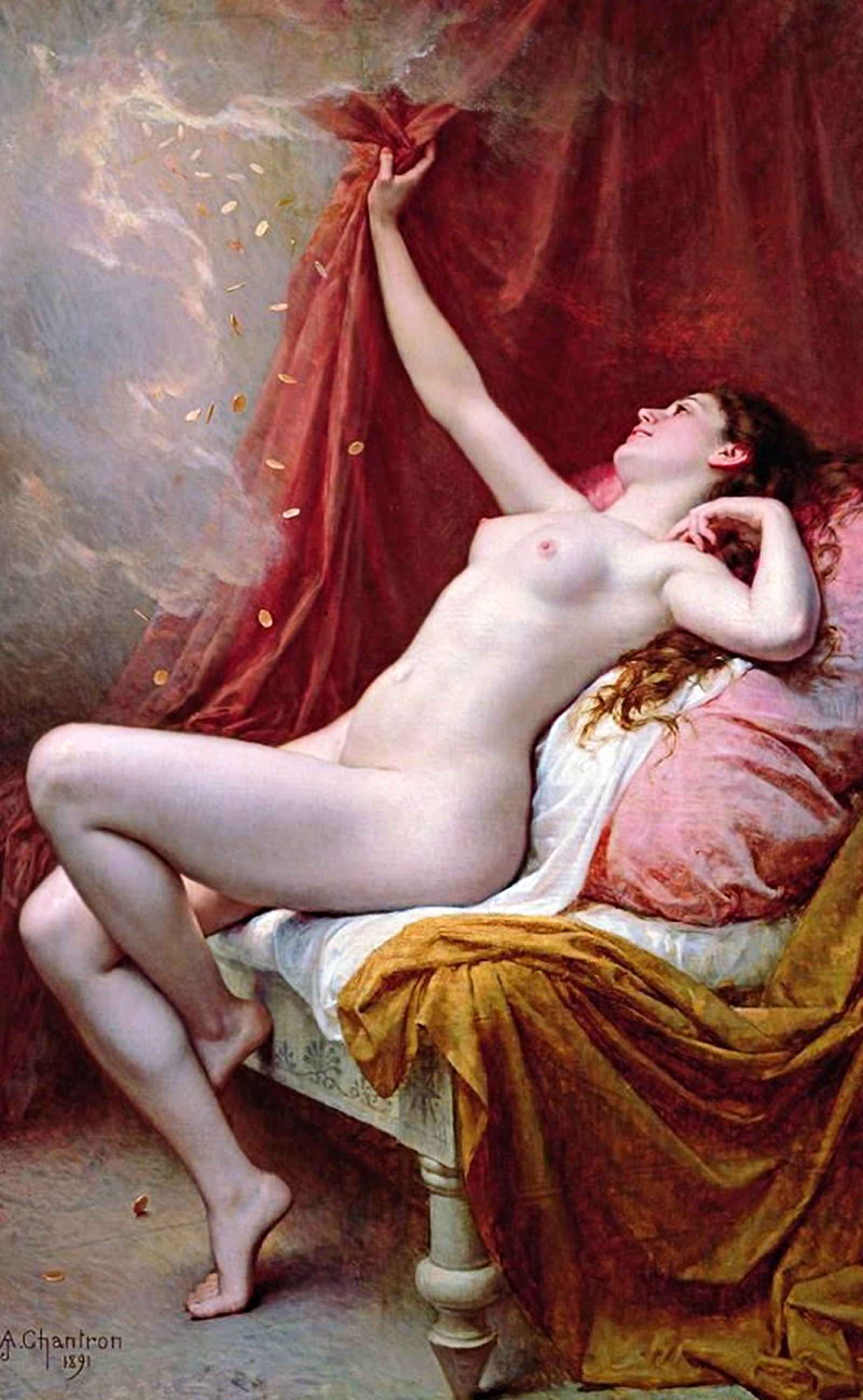
アレクサンドル＝ジャック・シャントロンが描いた『ダナエ』, 1891年
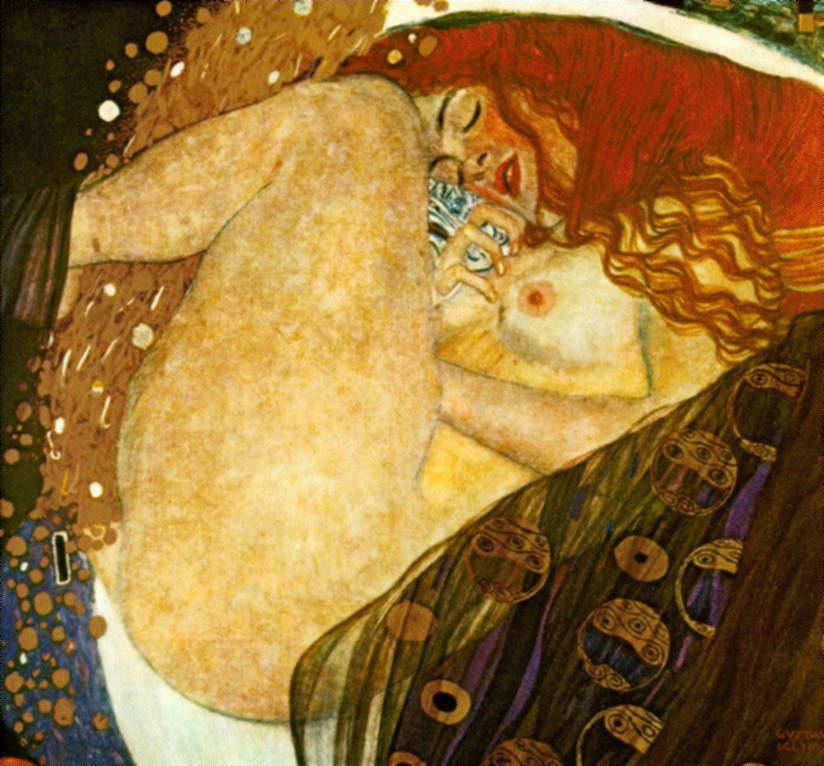
グスタフ・クリムトが描いた『ダナエ』, 1907年